# دریس هیمز
دریس هیمز (انگلیسی: Driss Himmes؛ زادهٔ ۳۰ سپتامبر ۱۹۸۳) بازیکن فوتبال اهل فرانسه است.